# رایفایزن بانک آلبانی
رایفایزن آلبانی (انگلیسی: Raiffeisen) شرکت خدمات مالی و بانکداری در آلبانی است، که در سال ۲۰۰۴ تأسیس شد.